# Batman, le justicier masqué
Ne doit pas être confondu avec le jeu vidéo Batman: The Caped Crusader de 1988 ou le film d'animation Batman : Le Retour des justiciers masqués de  2016.
Batman, le justicier masqué (Batman: Caped Crusader) est une série télévisée d'animation américaine basée sur le personnage de DC Comics Batman. La série est développée par Bruce Timm et produite par Bad Robot Productions, 6th & Idaho Motion Picture Company, Warner Bros. Animation et DC Studios. Diffusée pour la première fois le 1er août 2024 sur Prime Video, la série propose une réinvention plus sombre du mythe de Batman, se concentrant sur un jeune Bruce Wayne au début de sa carrière de combattant du crime à Gotham City, et s'inspirant des histoires de Batman des années 1940 et 1960.
Avec Hamish Linklater prêtant sa voix au personnage principal, la série explore les thèmes de la corruption et du crime dans un décor d'époque stylisé. Le projet a été annoncé pour la première fois en mai 2021 et a été remarqué pour sa narration et son exploration psychologique approfondie de ses personnages. Les critiques ont salué son ton mature et son portrait complexe du super-héros, ce qui le distingue des adaptations précédentes.

## Synopsis
Se déroulant dans une ville sombre et menaçante de Gotham City, la série présente un jeune Bruce Wayne au début de sa carrière de combattant du crime. Il explore sa lutte contre la corruption et le crime endémiques de la ville, notamment une force de police corrompue et une ville en proie à la guerre des gangs. Batman passe souvent au second plan tandis que d'autres personnages, notamment de nouvelles interprétations de méchants classiques comme Catwoman ou Gueule d'argile, et des alliés comme Barbara Gordon, assument des rôles plus importants.

## Distribution

### Acteurs principaux
- Hamish Linklater (VF : Laurent Blanpain ; VQ : Frédéric Paquet) : Bruce Wayne / Batman
- Jason Watkins (VF : Daniel Lafourcade ; VQ : François Sasseville) : Alfred Pennyworth
- Eric Morgan Stuart (VF : Jérémie Covillault ; VQ : Fayolle Jean Jr.) : James Gordon
- Krystal Joy Brown (en) (VF : Déborah Claude ; VQ : Eloisa Cervantes) : Barbara Gordon

### Acteurs récurrents
- Jamie Chung (VF : Émilie Rault ; VQ : Sofia Blondin) : Dr. Harleen Quinzel / Harley Quinn
- Christina Ricci (VF : Marie-Eugénie Maréchal ; VQ : Véronique Marchand) : Selina Kyle / Catwoman
- Diedrich Bader (VF : Constantin Pappas ; VQ : Alexis Lefebvre) : Harvey Dent / Double-Face
- Michelle Bonilla (VF : Géraldine Asselin ; VQ : Alice Pascual) : Renee Montoya
- Bumper Robinson (VF : Terrence Amadi ; VQ : Bruno Marcil) : Lucius Fox
- John DiMaggio (VF : Jean-François Aupied ; VQ : François L'Écuyer) : Harvey Bullock
- Tom Kenny : Firebug, Patrick « Eel » O'Brian
- Cedric Yarbrough (VF : Thierry Walker ; VQ : Guy Nadon) : Rupert Thorne, Waylon Jones, Papa Midnite
- Gary Anthony Williams (VF : Rody Benghezala ; VQ : Patrick Emmanuel Abellard) : Arnold Flass
- Roger Craig Smith (VQ : Frédérik Zacharek) : Jim Corrigan, Floyd Lawton
- Grey DeLisle : Julie Madison, Lois Lane
- William Salyers (VF : Mathieu Buscatto ; VQ : Patrick Chouinard) : Maire Jessop
- Yuri Lowenthal : Détective Cohen
- Corey Burton : Jack Ryder
- Vincent Piazza : Tony Zito
- Jason Marsden : Gorman
- Santino Barnard : Bruce Wayne jeune
- James Arnold Taylor : Marcus Driver

### Invités
- Reid Scott (VQ : Louis-Philippe Dandenault) : Onomatopée
- Dan Donohue (VF : Bernard Gabay ; VQ : Frédéric Desager) : Basil Karlo / Gueule d'argile
- Mckenna Grace (VF : Pauline Marchal ; VQ : Estelle Fournier) : Natalia Night / Nocturna
- Toby Stephens (VF : Jerôme Rebbot ; VQ : Pierre-Étienne Rouillard) : James Craddock / Gentleman Ghost
- Minnie Driver (VQ : Élise Bertrand) : Oswalda Cobblepot / Pingouin
- David Krumholtz (VQ : Stéphane Jacques) : Fletcher Demming
- Haley Joel Osment (VF : Jérôme Pauwels ; VQ : Nicolas Charbonneaux-Collombet) : Anton Night
- Paul Scheer (VF : Cédric Dumond) : Aaron et Ronald Cobblepot
- Jackie Hoffman : Greta
- David Kaye : William Hastings
- Jim Pirri : Emerson Collins
- Peter Jessop : Muller
- Kimberly Brooks : Romy Chandler
- Jeff Bennett : Jack Ellman
- Lacey Chabert : Yvonne Frances

## Production

### Développement
Warner Bros. Animation a approché le producteur de longue date de DC, Bruce Timm, avec l'idée de produire une reprise de Batman, la série animée (1992-1995), mais n'étant pas intéréssé, ce dernier a refusé la proposition. Cependant, après une discussion avec James Tucker concernant l'offre, Timm a rappelé plusieurs idées qu'il avait pour The Animated Series qu'il n'avait pas pu mettre en œuvre en raison du public cible, en particulier une représentation plus « noire » du personnage, l'inspirant à développer une nouvelle série basée sur ces idées,. Timm, décide alors de travailler avec Tucker sur la nouvelle série, il a ensuite été informé par Warner Bros. Animation que J. J. Abrams et le réalisateur de The Batman (2022), Matt Reeves, étaient intéressés pour travailler avec lui sur une nouvelle série.
En mai 2021, il a été annoncé qu'une nouvelle série animée Batman développée par Reeves, Abrams et Timm, intitulée Batman: Caped Crusader, serait diffusée sur Cartoon Network et HBO Max. Timm est le directeur de la série, avec une première saison composée de dix épisodes. En janvier 2022, l'auteur de bandes dessinées Ed Brubaker a été annoncé comme scénariste en chef et producteur exécutif de la série ; Brubaker a accepté de travailler sur la série en raison de son amour pour Batman, la série animée. Les autres producteurs exécutifs incluent James Tucker, Daniel Pipski, Rachel Rusch Rich et Sam Register.
En août 2022, il a été annoncé que la série ne serait plus diffusée sur HBO Max dans le cadre de la programmation originale du service, mais qu'elle continuerait sa production tout en étant proposée à un autre réseau, Apple TV+, Hulu et Netflix étant apparemment intéressés par la série,. En septembre 2022, la série a officiellement commencé à être proposée aux réseaux, Netflix, Amazon Prime Video et Apple TV+ étant les principaux prétendants. En mars 2023, il a été annoncé qu'Amazon serait le nouveau distributeur de la série et l'avait renouvelée pour une deuxième saison. Brubaker n'a pas pu revenir pour la saison 2 en raison de la grève de la Writers Guild of America de 2023 et de problèmes de planification.

### Écriture
Le processus d'écriture de la première saison a commencé en 2022. La série présente les contributions d'écrivains tels que Greg Rucka, Marc Bernardin, Halley Gross (en), Jase Ricci, Adamma Ebo et Adanne Ebo, ainsi que Sean Lee comme assistant scénariste. Rucka a spécifiquement écrit le deuxième épisode. En juin 2024, J. M. DeMatteis a révélé qu'il avait écrit un épisode pour la deuxième saison de la série. Reeves, Abrams et Timm ont décrit la série comme une « continuation de la mythologie de Batman » avec le président de Warner Bros. Animation et Cartoon Network Studios, Sam Register, déclarant qu'elle suivrait « l'héritage révolutionnaire » de Batman, la série animée de Timm. Tous les producteurs exécutifs ont déclaré que la série serait « palpitante, cinématographique et évocatrice des racines noires de Batman tout en plongeant plus profondément dans la psychologie de ces personnages emblématiques ».
La série est un drama historique se déroulant dans les années 1940, ce qui a été décidé par les producteurs comme un moyen de distinguer Caped Crusader de The Animated Series. Les scénaristes ont utilisé à la fois les films et les bandes dessinées Batman sortis au cours de cette période comme influence sur les représentations et la conception des personnages, en particulier en ce qui concerne Catwoman et Gueule d'Argile. La série s'inspire particulièrement des films noirs, Tucker étant un fan du genre et souhaitant l'intégrer à la série pour créer une interprétation du personnage qui n'a pas été réalisée en animation.
Brubaker a déclaré que la série aurait un ton plus adulte tout en s'adressant à un public jeune, comparant sa classification à celle de Star Wars et de l'Univers cinématographique Marvel, la série se concentrant sur la résolution de mystères de meurtre et les tendances autodestructrices de Batman. Cela a été réaffirmé lors du Festival du film d'Annecy 2023 par le vice-président de Warner Bros. Animation, Peter Girardi, qui a noté que la série ciblerait un public plus âgé, ce qui a donné à Timm plus de liberté créative que The Animated Series, où il avait dû abandonner des idées en raison de la censure, comme la représentation « émotionnellement perturbée de Batman, qui est extrêmement distant et presque inhumain ».

### Animation
Les services d'animation ont été fournis par Studio IAM et Studio Grida. La conception des personnages de Batman a été inspirée par le design de bandes dessinées des années 1930, que les artistes ont utilisé comme « point de départ » pour une version plus stylisée afin de différencier son apparence de celle des médias précédents.

### Fiche technique
- Titre original : Batman: Caped Crusader
- Montage : Marc Stone
- Casting : Agnes Kim et Sarah Noonan
- Musique : Frederik Wiedmann
- Sociétés de production : 6th & Idaho Productions, Bad Robot Productions, DC Studios et Warner Bros. Animation
- Société de distribution : Prime Video et Cartoon Network
- Pays d'origine :  États-Unis
- Langue originale : Anglais
- Format : Couleur
- Genre : Animation, Action, Noir
- Durée : 24–26 minutes
- Date de sortie : 1er août 2024

 Sauf indication contraire, les informations mentionnées dans cette section peuvent être confirmées par la base de données cinématographiques IMDb,  présente dans la section « Liens externes ».

## Épisodes

### Première saison (2024)
| no | Titre français            | Titre original           | Réalisation          | Scénario                 |
| --- | ------------------------- | ------------------------ | -------------------- | ------------------------ |
| 1 | Eaux troubles             | In Treacherous Waters    | Christina Sotta      | Jase Ricci & Bruce Timm  |
| Oswalda Cobblepot, propriétaire et chanteuse de l'Iceberg Lounge, s'est fait un nom dans le monde criminel de Gotham sous le nom du Pingouin, en essayant d'abattre le chef de la mafia Rupert Thorne et en détruisant les entrepôts de son organisation. Cependant, Thorne a pu s’échapper, grâce à une fuite dans le cercle du Pingouin. Croyant que son plus jeune fils, Aaron est à l'origine de la fuite, Cobblepot le tue. Son fils aîné, Ronald, demande au commissaire Gordon de le protéger.                                                           |                           |                          |                      |                          |
| 2 | …Et n'être qu'un scélérat | …And Be A Villain        | Matt Peters          | Greg Rucka               |
| Renée Montoya enquête sur la disparition de l'actrice Yvonne Frances. Son interrogatoire avec Bruce Wayne ne menant nulle part, elle enquête alors dans le studio où elle apprend que Basil Karlo a peut-être menti en disant qu'il n'avait pas vu Frances depuis des mois. Cependant, il est assassiné avant qu'elle puisse obtenir des réponses. |                           |                          |                      |                          |
| 3 | Le baiser de Catwoman     | Kiss of the Catwoman     | Christopher Berkeley | Ed Brubaker & Bruce Timm |
| Dans un musée exposant les bijoux de l'élite de Gotham, Bruce tombe par hasard sur Selina Kyle, qui s'intéresse aux perles de sa défunte mère. Il reçoit ensuite l'ordre de suivre une thérapie d'un mois avec le Dr. Harleen Quinzel après avoir agressé un client qui avait insulté ses parents. Pendant ce temps, Kyle se retrouve coupable d'un vol de bijoux afin de payer ses dettes, adoptant ainsi l'identité de Catwoman. Après avoir été attrapée et dénoncée par Batman, elle s'inspire de lui en améliorant sa voiture et en utilisant des gadgets. |                           |                          |                      |                          |
| 4 | La nuit des chasseurs     | The Night of the Hunters | Christina Sotta      | Ed Brubaker              |
| Harvey Bullock et Arnold Flass créent leur propre équipe en vue d'éliminer Batman. Grâce aux idées du Dr Quinzel, ils décident d'utiliser un criminel masqué pour l'attirer, Pyrovol. Celui-ci échappe rapidement à leur garde et met le feu à un bâtiment. Batman entre pour sauver les civils, évitant les officiers corrompus du SWAT qui tentent de lui tirer dessus, et fait équipe à contrecœur avec Gordon, qui n'approuve pas les méthodes de Bullock et Flass.                                                                                         |                           |                          |                      |                          |
| 5 | Le poids de son regard    | The Stress of Her Regard | Matt Peters          | Halley Gross             |
| Après la disparition de plusieurs criminels fous, Barbara Gordon soupçonne qu'ils pourraient être les patients de son amie, le Dr. Quinzel, qui tente actuellement d'entamer une relation avec Montoya. En réalité, Quinzel a adopté le personnage de bouffon d'Harley Quinn et soumet les criminels à une immense torture pour tenter de corriger leur esprit. |                           |                          |                      |                          |
| 6 | Cavale de nuit            | Night Ride               | Christopher Berkeley | Marc Bernardin           |
| Après une série de cambriolages à Gotham, Batman envisage la possibilité que le coupable soit revenu d'entre les morts. De son côté, Harvey Dent se retrouve face à un dilemme : accepter ou non la généreuse donation d'un criminel pour sa campagne. |                           |                          |                      |                          |
| 7 | Cible mouvante            | Moving Target            | Christina Sotta      | Adamma Ebo & Adanne Ebo  |
| À la suite d'une tentative ratée d'assassiner le commissaire Gordon, Renée Montoya jure de le protéger coûte que coûte. Batman, quant à lui, se retrouve face à une situation périlleuse dans laquelle il ne peut faire confiance à personne. |                           |                          |                      |                          |
| 8 | Une proie dans la nuit    | Nocturne                 | Matt Peters          | Halley Gross             |
| Lorsque les enfants présents à l'événement organisé pour la campagne d'Harvey Dent disparaissent, l'enquête de Batman le mène à s'intéresser à l'organisatrice de la fête foraine. Ce qu'il découvre est bien plus sombre que ce qu'il avait imaginé. |                           |                          |                      |                          |
| 9 | Le démon dans ma peau     | The Killer Inside Me     | Christopher Berkeley | Jase Ricci               |
| Après l'accident d'Harvey Dent, Batman et le commissaire Gordon s'allient pour empêcher l'ancien procureur d'exercer sa propre justice. |                           |                          |                      |                          |
| 10 | Nuit sauvage              | Savage Night             | Christina Sotta      | Ed Brubaker              |
| Batman et Barbara Gordon tentent de protéger Harvey Dent avant son témoignage au tribunal. Ce faisant, ils déclenchent une guerre entre les héros et les vilains de Gotham. |                           |                          |                      |                          |

### Deuxième saison
Le 2 août 2024, la série est renouvelée pour une deuxième saison dont on ne connaît pas encore la date de sortie.

## Accueil
Batman, le justicier masqué a un taux d'approbation de 100 % sur Rotten Tomatoes, basé sur 47 critiques, avec une note moyenne de 7,7/10. Sur Metacritic, la série a reçu une note de 73 sur 100 basée sur 21 critiques, indiquant des « critiques généralement favorables ». Sur IMDb, la série a reçu une note de 7,2 sur 10 avec plus de 2000 critiques.
Ben Gibbons de Screen Rant a attribué à la série trois étoiles sur cinq. Il a loué la série pour ses performances exceptionnelles de casting, son art et sa narration « frais et passionnants ». Cependant, Gibbons a noté que la série pourrait bénéficier de plus de temps d'écran pour Batman et a estimé que la saison de 10 épisodes était trop courte pour une série animée. Dans la critique de GamesRadar+, Bradley Russell attribue à la série quatre étoiles sur cinq, la louant comme une forte réinvention rappelant Batman, la série animée. La série présente un ton maussade, un décor art déco et des méchants nuancés. Alors que le Batman de Hamish Linklater est capable mais légèrement plat, l'évolution de personnages comme la femme pingouin et une Harley Quinn nuancée a été soulignée. Cependant, le critique note que la série manque de profondeur émotionnelle et d'éléments remarquables de son prédécesseur.